# Scrappy W
Scrappy W, artiestennaam van Claude Dinge, bijnaam Super Saamaka (Semoisi, 9 oktober 1985), is een Surinaams rapper en songwriter.

## Biografie
Claude Dinge werd geboren in Semoisi aan de Boven-Surinamerivier. Hij verhuisde op zijn zesde naar Paramaribo, waar hij opgevoed werd door stadscreolen. De eerste tijd werd hij door mede-leerlingen gepest, omdat hij geen Sranan of Nederlands sprak. Hij ging vervolgens naar de Lagere Technische School. Hier maakte hij zijn eerste stappen in de muziek door met vrienden te rappen en op tafels te drummen. In zijn beginjaren werd zijn muziek op cd's gebrand die hij via muziekwinkels verkocht. De promotie deed hij via de krant, radio en op straat.
In 2013 bracht hij met Bryan B het nummer Tien koeien en een nieuwe Zündapp uit, dat tot veel discussie leidde over racisme, taalgebruik en zelfmoord. Het lied kende felle voor- en tegenstand en werd tijdelijk van Radio 10 geweerd. Ondertussen werd het uitgebreid besproken op sociale media, in reguliere media en in een literaire verhandeling van Hilde Neus in het tijdschrift Oso. Scrappy W is in het lied een Aukaanse jongen die verliefd is op het Hindoestaanse meisje Rubia. De liefde wordt afgekeurd door haar opa, tenzij de jongen een bruidsschat voor haar betaalt.
In 2014 maakte hij op Facebook zijn boosheid op Harvey van Kreukelen duidelijk, omdat die zijn vriendin zou hebben afgepakt. Volgers gingen hier serieus op in, totdat bleek dat het een stunt was om zijn nieuwe lied Harvey (neem mijn vriendin niet) te promoten. Voor de gelegenheid had hij een nepaccount van Harvey geopend op Facebook. In de bijgaande videoclip spelen Enver Panka (Harvey) en Gail Eijk mee.
Scrappy W kiest geregeld onderwerpen die gevoelig liggen in de maatschappij of om andere redenen niet door andere artiesten worden opgepakt. In een tijd waarin dun de mode is, rapte hij bijvoorbeeld over Dikke vrouwen die zich om hem niet hoeven te veranderen. Door zijn hit zou de acceptatie van dikke vrouwen zijn verbeterd. Hij noemt zichzelf Super Saamaka en steekt in het gelijknamige nummer marrons een hart onder de riem om zich niet minderwaardig te voelen. In een ander lied rapt hij over zijn verliefdheid op zijn schoonmoeder. In 2015 had hij met Tjatjie een hit met Vlees op vlees, een lied dat zij in het kader van een aids/hiv-campagne maakten in opdracht van het ministerie van Volksgezondheid.
Zonder een kant te kiezen, bracht hij in 2017 met Maroef Amatstam het politieke leiderschap in het land ter sprake in Sranan e krey. Suriname bevond zich te midden van een economische crisis met armoede voor ouderen en een gebrek aan perspectief voor jongeren. Na alle controverse in 2013, plaatste De Ware Tijd hem op dat moment muzikaal op een eenzame plek, als een van de weinige artiesten in Suriname die in hun werk maatschappelijke taboes durven doorbreken. Zelf verbaasde hij zich over het succes van dit nummer. Inmiddels woonachtig in Nederland, bezocht hij Suriname en Frans-Guyana in 2018 voor een aantal optredens.
Hij werd geselecteerd voor de finale van SuriPop XXI in 2020 met zijn compositie Mi wani gwe en zou ook meedoen aan de concertenreeks van de SuriToppers in Nederland. Deze optredens werden niettemin afgelast vanwege de corona-uitbraak. In 2024 werd zijn nummer met terugwerkende kracht gediskwalificeerd, omdat het al in 2016 gepubliceerd is geweest op YouTube. Dit is tegen de regels.
In 2024 bracht hij een single uit met Bryan B, getiteld Ala sani e waka bun. Dit is een cover van de versie van Everything will be alright van Morgan Heritage.

### Persoonlijk
Rond 2016 vertrok hij naar Nederland waar hij zich verder schoolde tot kok, een beroep dat hij ook al in Suriname had uitgeoefend. Hij heeft sinds 2021 een zoon met zijn vriendin. Later verhuisde hij naar België.